# Весёлая Долина (Кировский район)
Весёлая Долина (укр. Весела Долина, крымскотат. Vesölaya Dolina, Весёлая Долина) — исчезнувшее село в Кировском районе Республики Крым (согласно административно-территориальному делению Украины — Автономной Республики Крым). Располагалось на северо-западе района, примерно в 1,5 километрах к юго-западу от современного села Ореховка.

## История
Первое документальное упоминание села встречается в Списке населённых пунктов Крымской АССР по Всесоюзной переписи 17 декабря 1926 года, согласно которому в селе Весёлая Долина, Ак-Кобекского сельсовета Феодосийского района, числилось 6 дворов, все крестьянские, население составляло 25 человек, из них 16 русских, 1 украинец и 1 немец. Постановлением ВЦИК «О реорганизации сети районов Крымской АССР» от 30 октября 1930 года из Феодосийского района был выделен (воссоздан) Старо-Крымский район (по другим сведениям 15 сентября 1931 года) и село включили в его состав, а, с образованием в 1935 году Кировского — в состав нового района.
После освобождени Крыма от фашистов в апреле 1944 года, 12 августа того же года было принято постановление № ГОКО-6372с «О переселении колхозников в районы Крыма» и в сентябре того же года в село приехали первые переселенцы, 428 семей, из Тамбовской области, а в начале 1950-х годов последовала вторая волна переселенцев. С 1954 года местами наиболее массового набора населения стали различные области Украины. С 25 июня 1946 года Весёлая Долина в составе Крымской области РСФСР. Время включения в Токаревский сельсовет пока не установлено: на 15 июня 1960 года числилось в его составе. Ликвидировано к 1968 году (согласно справочнику «Крымская область. Административно-территориальное деление на 1 января 1968 года» — в период с 1954 по 1968 год).